# 얀보시
얀보시(ヤンボシ)란 가고시마현 기모쓰키군 가미모비키촌(오늘날의 가노야시)에 전승되는 요괴다. 미야자키현에서는 얀부시(ヤンブシ)라고 한다.
밤에 산길을 걷다 보면 조우하게 되는 것으로, 커다란 그림자가 인간의 형태로 퍼져 나타난다고 한다. 미코시뉴도의 일종이라는 설도 있다.
미야자키현의 얀부시는 불승이 목을 매고 죽은 자리에 반드시 나타나며, 밤에 산에 올라가면 얀부시에게 잡혀간다고 한다. 출현한 것을 눈치채고 달려 도망쳐도 쫓아오기 때문에, 한변 사냥감으로 찍히면 잡혀가는 것을 각오해야 하지만, 인간이 얀부시를 눈치채지 못하면 얀부시 쪽에서도 인간을 신경쓰지 않는 경우가 많다고 한다.
아마미 군도에도 얀부시(ヤンブシ)라고 쓰며, 쑥대머리를 흩날리는 요괴로서 공포의 대상이 되었다.
산길에 이런 요괴전설이 있기에, 옛날에는 어두울 때 길을 가는 사람들끼리 서로 말을 거는 풍습이 있었다. 단순한 인사치레가 아니라, 마주친 상대에게 자신이 바케모노가 아니라는 것을 증명하는 의미였다고 한다.
명칭이 “얀보시”, “얀부시”로 다양한데, 어느 쪾이든 산복(야마부시)에서 유래한 것으로 여겨진다.